# Mihaela Pârâianu
Mihaela Pârâianu (n. Ignat, 3 mai 1976, la Constanța) este o fostă jucătoare de handbal din România care a evoluat pe postul de centru. Ea a fost componentă a echipei naționale a României, cu care a luat parte la Jocurile Olimpice de vară din 2000. În cea mai mare parte a carierei sale sportive, Ignat-Pârâianu a jucat pentru echipa de club CS Tomis Constanța. 

## Biografie
Mihaela Ignat a început să joace handbal în 1987, la Clubul Sportiv Școlar nr.1 din Constanța, iar primul său antrenor a fost Ion Pușcașu. Din 1994 a fost cooptată la echipa de senioare Hidrotehnica Constanța, unde a jucat până în 1998, când, din cauza problemelor financiare ale echipei, s-a transferat la CS Silcotub Zalău. A devenit vicecampioană cu echipa zălăuană în 1999 și 2000, iar în 2001 a câștigat titlul național.
În 1999 a fost selecționată în echipa națională a României care a luat parte la Campionatul Mondial, iar în anul 2000 a fost căpitanul echipei României care s-a clasat pe locul 7 la Jocurile Olimpice de la Sydney. În același an a participat și la Campionatul European, din nou în postura de căpitan. La această din urmă competiție, handbalista a dat cele mai multe pase de gol dintre toate sportivele participante, 42 în total.
În perioada cât a fost selecționată, Ignat-Pârâianu a jucat pentru echipa națională a României în 55 de partide, în care a înscris 82 de goluri.
În anul 2001 a primit oferte de la două cluburi din Danemarca și de la Hypo Niederösterreich, dar le-a refuzat. În iunie 2001 a părăsit echipa Silcotub și s-a retras din activitatea sportivă, dar a revenit în vara anului 2002, când a semnat un contract cu Rapid București. În 2003 s-a întors la CS Tomis Constanța, unde și-a sfârșit cariera de handbalistă în urma unei accidentări suferite în noiembrie 2010, la Funchal, în timpul unui meci de cupă europeană împotriva echipei portugheze Madeira Andebol S.A.D.. În 2011 a optat pentru o carieră de antrenor în cadrul clubului.
Pe 19 mai 2017, la inițiativa fostelor handbaliste Valeria Beșe și Carmen Mican, la Zalău a fost organizată o întâlnire a jucătoarelor care au activat la Silcotub în perioada 1984–2000, printre care și Mihaela Pârâianu.

## Palmares
Cu echipe de club
- Liga Națională:
  -  Câștigătoare: 2001 (cu Silcotub Zalău)
  -  Locul II: 1999, 2000 (cu Silcotub Zalău)

- Cupa Cupelor EHF:
  - Semifinalistă: 2001 (cu Silcotub Zalău)

- Cupa Challenge: 
  - Finalistă: 2006 (cu Tomis Constanța)

- Campionatul Național de Junioare I:
  -  Câștigătoare: 1995 (cu CSȘ Constanța)

Cu echipa națională
- Jocurile Olimpice:
  - Locul VII: 2000 (căpitan de echipă)

- Campionatul Mondial:
  - Locul IV: 1999

- Campionatul European:
  - Locul IV: 2000 (căpitan de echipă)

## Viața personală
Fosta sportivă este căsătorită cu fostul handbalist de echipă națională Ieremia Pârâianu. În timpul liber îi place să facă sport, shopping să asculte muzică și să meargă la pescuit.